# Station Białośliwie
Station Białośliwie is een spoorwegstation in de Poolse plaats Białośliwie.